# 利希特瑙 (萨克森州)
利希特瑙（德語：Lichtenau）是德国萨克森州的市镇，隶属于中萨克森县。总面积为49.15平方千米，截至2023年12月31日总人口为6,992人。